# Sarah Kuttner
Sarah Kuttner (Berlin, 1979. január 29. –), német műsorvezetőnő és írónő, Jürgen Kuttner rádiós személyiség lánya.

## Pályafutása
A berlini John Lennon Gimnáziumban letett érettségije után Sarah Kuttner Londonba utazott, ahol aupair-ként tevékenykedett. Ott-tartózkodása során ismerte meg a Spiegel egyik ottani tudósítóját, így lehetővé vált számára, hogy szakmai gyakorlatot (praktikumot) végezzen el a Spiegel londoni kihelyezettségénél.
Hazatérte után édesapja nyomdokain járva egy szakmai gyakorlatot tett le 2000-ben a berlini Fritz Rádiónál. A rádió Berlin és Brandenburg hatáskörében sugároz elsősorban fiataloknak szóló programokat. Sarah fő feladatkörét ekkoriban a helyszíni tudósítások alkották.
2001 novemberében egy VIVA televíziós válogatás nyerteseként műsorvezetői állást kapott a tévéadónál, ahol 2004-ig híreket moderált, illetve – Gülcan Karahanci műsorvezetőnővel egymást váltva – a délutánonként sugárzott Interaktiv c. műsort vezette.
2003 júliusában a Playboy aktfotókat jelentetett meg Sarah-ról.
2004-ben Sarah Kuttner az ARD adó műsoraiban is feltűnt. Március 19-én Jörg Pilawával együtt moderálta az Eurovíziós Dalfesztivál elődöntőjét. Ottani szerepléséért jelölték a Bambi-díjra, de nem kapta meg.

## Sarah Kuttner – Die Show
Sarah Kuttner – Die Show volt a címe a műsorvezetőnő által moderált esti programnak, melynek 2004. augusztus 2. óta adott helyt a VIVA adó. A program 2005 szeptemberéig hetente négy alkalommal jelentkezett, ezután a műsor átköltözött az MTV-re, ahol 2006. augusztus 3-ig heti két alkalommal lehetett megtekinteni. A műsor címe a váltás után „Kuttner”-re változott. A show-t Sarah Kuttner produkciós cége, a Kuttner TV GmbH támogatta.

## Egyéb tevékenysége
2005. március 13.: A nagy sikerű „Kuttner On Ice – Die Revue zur Show” élő fellépés. Zenei est, melyen a műsorvezetőnő ízlésének megfelelő zenekarok léptek fel, többek között: The International Noise Conspiracy, Moneybrother, Mando Diao és Adam Green.
2005. december 17. A „Kutter On Ice” másodízben kerül megrendezésre a berlini Columbiahalle-ban. Fellépők: Maxïmo Park, The Coral, The Good Life és Art Brut
2006 márciusában jelent meg Sarah Kuttner könyve, mely szemelvényeket tartalmaz a Musikexpress c. magazinban megjelent írásaiból. A könyv címe: „Das oblatendünne Eis des halben Zweidrittelwissens”.
A 2006-os labdarúgó világbajnokság ideje alatt Sarah Kuttner az ARD-nek készített tudósításokat az egyes mérkőzésekről.

## Könyvei
- Das oblatendünne Eis des halben Zweidrittelwissens – S. Fischer, 2006., ISBN 3-596-17108-3
- Die anstrengende Daueranwesenheit der Gegenwart – S. Fischer, 2007, ISBN 3-596-17533-X

-a könyvek jelenleg nem hozzáférhetők magyar fordításban-